# RIC TV
Rede Independência de Comunicação, ou RIC TV, est un réseau de télévision brésilien fondé le 26 avril 1987 par l'entrepreneur brésilien Mário Gonzaga Petrelli, après la scission avec Rede Manchete.
Son centre d'émission est situé à Curitiba. De 2008 à 2019, il a également émis des programmes dans l'État de Santa Catarina.

## Programmation

### Information
- PR no Ar : journal télévisé
- Balanço Geral (pt) : journal télévisé
- A Hora Da Venenosa : interviews dans Balanço Geral
- Cidade Alerta (pt) : journalistique policier
- RIC Notícias : journal télévisé d'Eduardo Scola
- RIC Rural
- Mega Mania : extraction de titres d'action

## Identité visuelle

Aire de diffusion de RIC TV, avec les différentes zones de diffusion :

- RIC Curitiba (pt)
- RIC Londrina (pt)
- RIC Maringá (pt)
- RIC Oeste (pt)